# Zento Uno
Zento Uno (宇野 禅斗?, Uno Zento; Fukushima, 20 novembre 2003) è un calciatore giapponese, centrocampista dello Shimizu S-Pulse  e della nazionale giapponese.

## Caratteristiche tecniche
Di piede destro, ricopre il ruolo di mediano.

## Carriera

### Club
Cresciuto nel settore giovanile dell'Aomori Yamada High School, ha sempre giocato nel campionato di casa, indossando la maglia dello Shimizu S-Pulse.

### Nazionale
Viene convocato per la prima volta in nazionale maggiore da Hajime Moriyasu nel luglio 2025, in vista delle gare di Coppa dell'Asia orientale 2025 contro Hong Kong, Cina e Corea del Sud.

## Statistiche

### Cronologia presenze e reti in nazionale
| Cronologia completa delle presenze e delle reti in nazionale ― Giappone | Cronologia completa delle presenze e delle reti in nazionale ― Giappone | Cronologia completa delle presenze e delle reti in nazionale ― Giappone | Cronologia completa delle presenze e delle reti in nazionale ― Giappone | Cronologia completa delle presenze e delle reti in nazionale ― Giappone | Cronologia completa delle presenze e delle reti in nazionale ― Giappone | Cronologia completa delle presenze e delle reti in nazionale ― Giappone | Cronologia completa delle presenze e delle reti in nazionale ― Giappone |
| Data                                                                    | Città                                                                   | In casa                                                                 | Risultato                                                               | Ospiti                                                                  | Competizione                                                            | Reti                                                                    | Note                                                                    |
| ----------------------------------------------------------------------- | ----------------------------------------------------------------------- | ----------------------------------------------------------------------- | ----------------------------------------------------------------------- | ----------------------------------------------------------------------- | ----------------------------------------------------------------------- | ----------------------------------------------------------------------- | ----------------------------------------------------------------------- |
| 12-7-2025                                                               | Yongin                                                                  | Giappone                                                                | 2 – 0                                                                   | Cina                                                                    | Coppa dell'Asia orientale 2025                                          | -                                                                       |                                                                         |
| 15-7-2025                                                               | Yongin                                                                  | Corea del Sud                                                           | 0 – 1                                                                   | Giappone                                                                | Coppa dell'Asia orientale 2025                                          | -                                                                       | 77’                                                                     |
| Totale                                                                  |                                                                         | Presenze                                                                | 2                                                                       |                                                                         | Reti                                                                    | 0                                                                       |                                                                         |

## Palmarès

### Club

#### Competizioni nazionali
- J2 League: 2

Machida Zelvia: 2023
Shimizu S-Pulse: 2024